# 미셸 라로크
미셸 라로크(Michèle Laroque, 1960년 6월 15일 ~ )는 프랑스의 배우, 코미디언, 프로듀서이다.

## 출연 작품

### 영화
- 나의 장미빛 인생